# جوزفين د. إدواردز
جوزفين د. إدواردز (بالإنجليزية: Josephine D. Edwards)‏ هي رياضياتية أسترالية، ولدت في 18 أغسطس 1942 في أكسفورد في المملكة المتحدة، وتوفيت في 25 مايو 1985 في كانبرا في أستراليا.